# Internazionali d'Italia 1960 - Singolare femminile
Il singolare femminile del torneo di tennis Internazionali d'Italia 1960, ha avuto come vincitrice Zsuzsa Körmöczy che ha battuto in finale Ann Haydon con il punteggio di 6–4 4–6 6–1.

## Tabellone

### Legenda
| - Q = Qualificato - WC = Wild card - LL = Lucky loser | - ALT = Alternate - SE = Special Exempt - PR = Protected Ranking | - w/o = Walkover - r = Ritirato - d = Squalificato |

### Fase finale
|  | Quarti di finale        | Quarti di finale        | Quarti di finale        | Quarti di finale | Quarti di finale |  |  | Semifinali      | Semifinali      | Semifinali      | Semifinali | Semifinali |   |   | Finale          | Finale          | Finale | Finale | Finale |  |
|  |                         |                         |                         |                  |                  |  |  |                 |                 |                 |            |            |   |   |                 |                 |        |        |        |  |
|  | Zsuzsa Körmöczy         | Zsuzsa Körmöczy         | Zsuzsa Körmöczy         | 9                | 6                |  |  |                 |                 |                 |            |            |   |   |                 |                 |        |        |        |  |
|  | Renée Schuurman         | Renée Schuurman         | Renée Schuurman         | 7                | 0                |  |  | Zsuzsa Körmöczy | Zsuzsa Körmöczy | Zsuzsa Körmöczy | 6          | 6          |   |   |                 |                 |        |        |        |  |
|  | Jan Lehane              | Jan Lehane              | Jan Lehane              | 6                | 6                |  |  | Jan Lehane      | Jan Lehane      | Jan Lehane      | 1          | 0          |   |   |                 |                 |        |        |        |  |
|  | Shirley Bloomer-Brasher | Shirley Bloomer-Brasher | Shirley Bloomer-Brasher | 2                | 2                |  |  |                 |                 |                 |            |            |   |   | Zsuzsa Körmöczy | Zsuzsa Körmöczy | 6      | 4      | 6      |  |
|  | Ann Haydon              | Ann Haydon              | Ann Haydon              | 6                | 6                |  |  |                 |                 | Ann Haydon      | Ann Haydon | 4          | 6 | 1 |                 |                 |        |        |        |  |
|  | Yola Ramírez            | Yola Ramírez            | Yola Ramírez            | 2                | 0                |  |  | Ann Haydon      | Ann Haydon      | Ann Haydon      | 6          | 7          |   |   |                 |                 |        |        |        |  |
|  | Sandra Reynolds         | Sandra Reynolds         | 4                       | 6                | 6                |  |  | Sandra Reynolds | Sandra Reynolds | Sandra Reynolds | 2          | 5          |   |   |                 |                 |        |        |        |  |
|  | Silvana Lazzarino       | Silvana Lazzarino       | 6                       | 0                | 1                |  |  |                 |                 |                 |            |            |   |   |                 |                 |        |        |        |  |